# Associazione Calcio Femminile Aircargo Agliana 2001-2002
Questa voce raccoglie le informazioni riguardanti l'Associazione Calcio Femminile Aircargo Agliana nelle competizioni ufficiali della stagione 2001-2002.

## Divise e sponsor
Lo sponsor principale era Aircargo Italia mentre il fornitore delle tenute era Umbro.

## Rosa
| N. |                   | Ruolo | Calciatrice                 |
| -- | ----------------- | ----- | --------------------------- |
|    | Italia (bandiera) | P     | Laura Carlesi               |
|    | Italia (bandiera) | P     | Raffaella Piattoli          |
|    | Italia (bandiera) | D     | Valentina Bartoli           |
|    | Italia (bandiera) | D     | Claudia Puopolo             |
|    | Italia (bandiera) | D     | Cristina Ugolini            |
|    | Italia (bandiera) | C     | Silvia Baldi                |
|    | Italia (bandiera) | C     | Lucia Balestri              |
|    | Italia (bandiera) | C     | Monica Colombino (capitano) |
|    | Italia (bandiera) | C     | Caterina Di Costanzo        |
|    | Italia (bandiera) | C     | Michela Iacomini            |

| N. |                   | Ruolo | Calciatrice         |
| -- | ----------------- | ----- | ------------------- |
|    | Italia (bandiera) | C     | Marika Lacalaprice  |
|    | Italia (bandiera) | C     | Anita Lanzuise      |
|    | Italia (bandiera) | C     | Selvaggia Palombini |
|    | Italia (bandiera) | C     | Elvira Pitanti      |
|    | Italia (bandiera) | A     | Fabiana Colasuonno  |
|    | Italia (bandiera) | A     | Luisa Del Bontà     |
|    | Italia (bandiera) | A     | Ilaria Pizzichi     |
|    | Italia (bandiera) | A     | Francesca Sabato    |
|    | Italia (bandiera) | A     | Veronica Tardelli   |

## Calciomercato

### Sessione estiva
| Acquisti | Acquisti            | Acquisti     | Acquisti   |
| R.       | Nome                | da           | Modalità   |
| -------- | ------------------- | ------------ | ---------- |
| C        | Marika Lacalaprice  | ???          | svincolata |
| C        | Selvaggia Palombini | Sarzana 2000 | svincolata |
| A        | Fabiana Colasuonno  | Gravina      | svincolata |
| A        | Veronica Tardelli   | Sarzana 2000 | svincolata |

| Cessioni | Cessioni       | Cessioni     | Cessioni   |
| R.       | Nome           | a            | Modalità   |
| -------- | -------------- | ------------ | ---------- |
| C        | Elisabet Spina | Rapid Lugano | svincolata |
| A        | Silvia Fiorini | Lucca 7      | svincolata |

## Risultati

### Serie A

#### Girone di andata
| Agliana 15 settembre 2001, ore 16:00 CEST 1ª giornata | Agliana | 1 – 2 | Bardolino | Stadio comunale Germano Bellucci |

| Roma 22 settembre 2001, ore 16:00 CEST 2ª giornata | Ruco Line Lazio | 6 – 0 | Agliana |  |

| Arbitro: | Mercuri (Foligno) |

|                            |           |                                                               |
| Colasuonno 64’ Ugolini 75’ | Marcatori | 2’ Marchio 10’ (aut.) Balestri 25’ Carta 45’ Glino 80’ Parejo |

| Arbitro: | Mascia (Cagliari) |

|                             |           |                                                 |
| Sodini 27’ (rig.) Ulivi 71’ | Marcatori | 28’ Del Bontà 49’, 74’ Colombino 70’ Colasuonno |

#### Girone di ritorno
| Calmasino, Bardolino 19 gennaio 2002, ore 14:30 CET 14ª giornata | Bardolino | 4 – 0 | Agliana | Stadio comunale Belvedere |

| Agliana 26 gennaio 2002, ore 14:30 CET 15ª giornata | Agliana | 1 – 5 | Ruco Line Lazio | Stadio comunale Germano Bellucci |

| Arbitro: | Conte (Formia) |

|                      |           |  |
| Sberti 9’ Parejo 87’ | Marcatori |  |

| Arbitro: | Annuziata (Torre del Greco) |

|                                                    |           |  |
| Colombino 9’ Colasuonno 20’, 86’ Tardelli 45’, 65’ | Marcatori |  |

### Coppa Italia

#### Terzo turno
| 22 dicembre 2001 | Ideal Club Incisa | 2 – 4 | Agliana |  |

#### Ottavi di finale
| 23 gennaio 2002 Andata | Agliana | 2 – 1 | Como 2000 |  |

| 2 febbraio 2002 Ritorno | Como 2000 | 1 – 0 | Agliana |  |

#### Quarti di finale
| Arbitro: | Bini (Viareggio) |

|  |           |                                          |
|  | Marcatori | 25’ Pintus 45’, 54’ Parejo 62’ D. Deiana |

| Arbitro: | Demuro (Sassari) |

|                                                 |           |                                                  |
| Parejo 9’, 61’, 87’ Sberti 17’ Carta 42’ (rig.) | Marcatori | 15’ Ugolini 85’ (rig.) Palombini 90+1’ Del Bontà |

## Statistiche

### Statistiche di squadra
| Competizione | Punti | In casa | In casa | In casa | In casa | In casa | In casa | In trasferta | In trasferta | In trasferta | In trasferta | In trasferta | In trasferta | Totale | Totale | Totale | Totale | Totale | Totale | DR  |
| Competizione | Punti | G       | V       | N       | P       | Gf      | Gs      | G            | V            | N            | P            | Gf           | Gs           | G      | V      | N      | P      | Gf     | Gs     | DR  |
| ------------ | ----- | ------- | ------- | ------- | ------- | ------- | ------- | ------------ | ------------ | ------------ | ------------ | ------------ | ------------ | ------ | ------ | ------ | ------ | ------ | ------ | --- |
| Serie A      | 29    | 13      | -       | -       | -       | -       | -       | 13           | -            | -            | -            | -            | -            | 26     | 7      | 8      | 11     | 37     | 54     | -17 |
| Coppa Italia | -     | 3       | 2       | 0       | 1       | 11      | 1       | 2            | 1            | 0            | 1            | 4            | 1            | 5      | 3      | 0      | 2      | 15     | 2      | +13 |
| Totale       | -     | 14      | 7       | 0       | 7       | 29      | 21      | 13           | 5            | 3            | 5            | 21           | 19           | 27     | 12     | 3      | 12     | 50     | 40     | +10 |

### Andamento in campionato
| Giornata  | 1 | 2 | 3 | 4 | 5 | 6 | 7 | 8 | 9 | 10 | 11 | 12 | 13 | 14 | 15 | 16 | 17 | 18 | 19 | 20 | 21 | 22 | 23 | 24 | 25 | 26 |
| --------- | - | - | - | - | - | - | - | - | - | -- | -- | -- | -- | -- | -- | -- | -- | -- | -- | -- | -- | -- | -- | -- | -- | -- |
| Luogo     | C | T | T | C | T | C | T | C | T | C  | T  | C  | T  | T  | C  | C  | T  | C  | T  | C  | T  | C  | T  | C  | T  | C  |
| Risultato | P | P | V | N | P | N | V | P | N | P  | V  | V  | N  | P  | P  | V  | N  | P  | N  | P  | P  | N  | P  | V  | N  | V  |
| Posizione |   |   |   |   |   |   |   |   |   |    |    |    |    |    |    |    |    |    |    |    |    |    |    |    |    | 7  |

Legenda:

Luogo: C = Casa; T = Trasferta. Risultato: V = Vittoria; N = Pareggio; P = Sconfitta.

### Statistiche delle giocatrici
| Giocatore      | Serie A  | Serie A | Serie A     | Serie A    | Coppa Italia | Coppa Italia | Coppa Italia | Coppa Italia | Totale   | Totale | Totale      | Totale     |
| Giocatore      | Presenze | Reti    | Ammonizioni | Espulsioni | Presenze     | Reti         | Ammonizioni  | Espulsioni   | Presenze | Reti   | Ammonizioni | Espulsioni |
| -------------- | -------- | ------- | ----------- | ---------- | ------------ | ------------ | ------------ | ------------ | -------- | ------ | ----------- | ---------- |
| S. Baldi       | 16       | 0       | ?           | ?          | ?            | ?            | ?            | ?            | 16+      | 0+     | ?           | ?          |
| L. Balestri    | 24       | 0       | ?           | ?          | ?            | ?            | ?            | ?            | 24+      | 0+     | ?           | ?          |
| V. Bartoli     | 11       | 3       | ?           | ?          | ?            | ?            | ?            | ?            | 11+      | 3+     | ?           | ?          |
| L. Carlesi     | 4        | -?      | ?           | ?          | ?            | ?            | ?            | ?            | 4+       | 0+     | ?           | ?          |
| F. Colasuonno  | 24       | 15      | ?           | ?          | ?            | ?            | ?            | ?            | 24+      | 15+    | ?           | ?          |
| M. Colombino   | 18       | 7       | ?           | ?          | ?            | ?            | ?            | ?            | 18+      | 7+     | ?           | ?          |
| L. Del Bontà   | 22       | 2       | ?           | ?          | ?            | ?            | ?            | ?            | 22+      | 2+     | ?           | ?          |
| C. Di Costanzo | 15       | 0       | ?           | ?          | ?            | ?            | ?            | ?            | 15+      | 0+     | ?           | ?          |
| M. Iacomini    | 24       | ?       | ?           | ?          | ?            | ?            | ?            | ?            | 24+      | ?      | ?           | ?          |
| M. Lacalaprice | 9        | 0       | ?           | ?          | ?            | ?            | ?            | ?            | 9+       | 0+     | ?           | ?          |
| A. Lanzuise    | 18       | ?       | ?           | ?          | ?            | ?            | ?            | ?            | 18+      | ?      | ?           | ?          |
| S. Palombini   | 26       | 4       | ?           | ?          | ?            | ?            | ?            | ?            | 26+      | 4+     | ?           | ?          |
| R. Piattoli    | 22       | -?      | ?           | ?          | ?            | ?            | ?            | ?            | 22+      | 0+     | ?           | ?          |
| E. Pitanti     | 23       | 0       | ?           | ?          | ?            | ?            | ?            | ?            | 23+      | 0+     | ?           | ?          |
| I. Pizzichi    | 14       | 0       | ?           | ?          | ?            | ?            | ?            | ?            | 14+      | 0+     | ?           | ?          |
| C. Puopolo     | 1        | 0       | ?           | ?          | ?            | ?            | ?            | ?            | 1+       | 0+     | ?           | ?          |
| F. Sabato      | 19       | 2       | ?           | ?          | ?            | ?            | ?            | ?            | 19+      | 2+     | ?           | ?          |
| V. Tardelli    | 18       | 3       | ?           | ?          | ?            | ?            | ?            | ?            | 18+      | 3+     | ?           | ?          |
| C. Ugolini     | 24       | 4       | ?           | ?          | ?            | ?            | ?            | ?            | 24+      | 4+     | ?           | ?          |